# NICE Systems

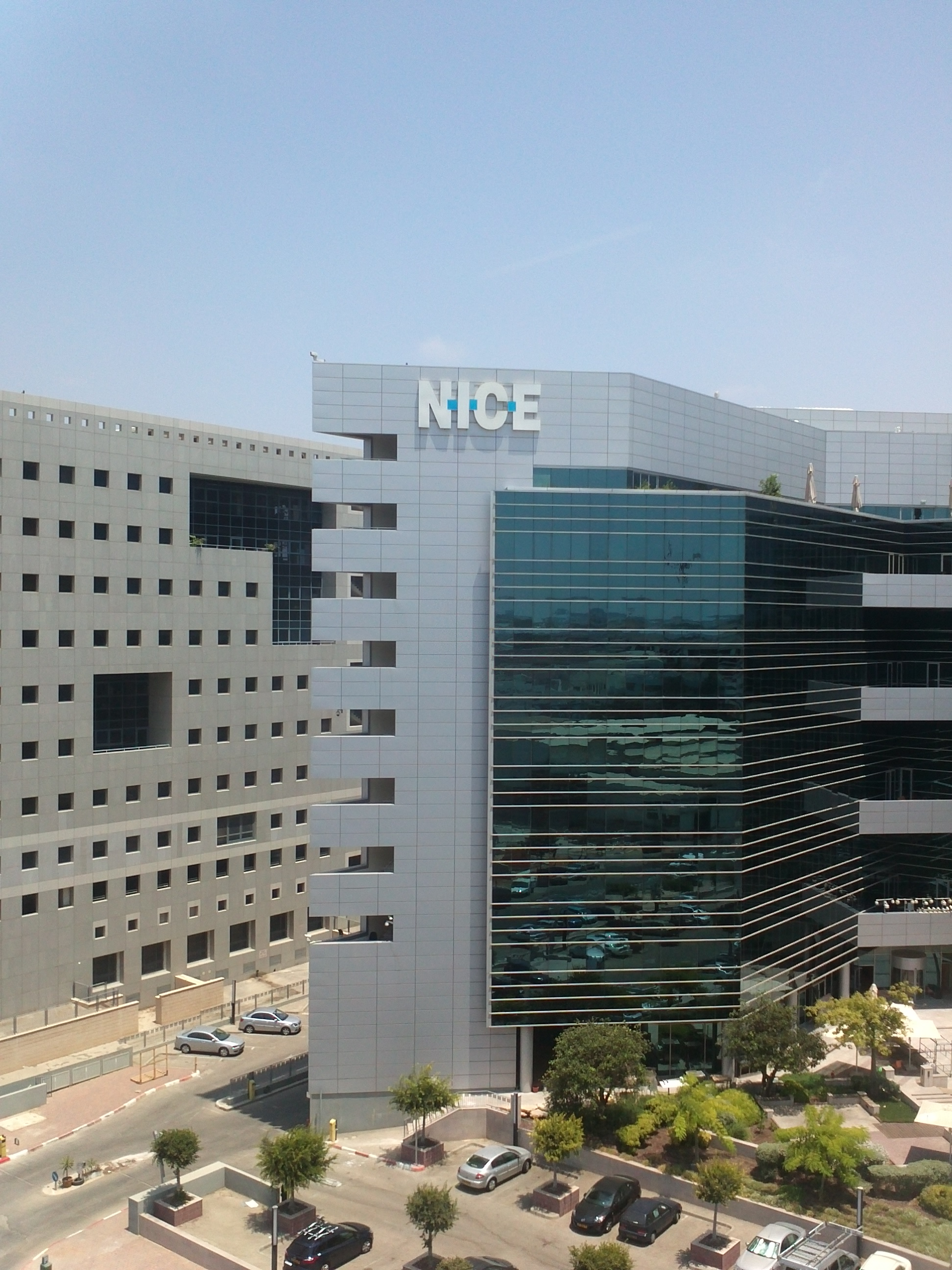

NICE Systems (hebrejsky: נייס מערכות, Nis Ma'arakot, zkratka NICE) je izraelská firma.

## Popis
Jde o globální firmu zaměřující se na technologie využívané pro zvýšení obchodní efektivity, prevenci firemní kriminality a zvýšení bezpečnosti. Její produkty jsou využívány přes 25 000 podnikatelskými subjekty ve více než 150 zemích. společnost obchodována na Telavivské burze cenných papírů a je zařazena do indexu TA-25. Zároveň je kótována na burze NASDAQ.
Sídlo firmy je v izraelském městě Ra'anana, ředitelem je Ze'evi Bregman. V roce 2010 dosáhla aktiva firmy 1 534 418 000 dolarů a obrat 689 451 dolarů. Kontrolní balík akcií akcionářů tvoří jen 3,46 % podílu. 8,53 % podílu ovládají institucionální investoři, zatímco zbytek podílu, cca 88 % je volně obchodován.